# Кунигунда Австрийска
Кунигунда Австрийска (на немски: Kunigunde von Österreich; * 16 март 1465, Винер Нойщат; † 6 август 1520, Мюнхен) от род Хабсбурги, e ерцхерцогиня на Австрия и херцогиня на Бавария.

## Живот
Дъщеря е на император Фридрих III (упр. 1452 – 1493) и неговата португалска съпруга инфанта Елеонора-Елена(1436 – 1467), дъщеря на португалския крал Дуарте I и Елеонора Арагонска. Тя е четвъртото от петте деца в семейството и е сестра на Максимилиан I, император на Свещената Римска империя (упр. 1509 – 1517).
Кунигунда израства във Винер Нойщат и Грац. Тя се учи не само да чете, пише, плете и бродира, а получава също уроци по езда, лов и астрономия, и математика. През 1470 г. Матиас Корвин иска ръката на Кунигунда, но Фридрих не го одобрява.
През 1485 г. в Инсбрук, в двора на нейния чичо херцог Сигизмунд, Кунигунда се запознава с баварския херцог Албрехт IV, който е 18 години по-голям от нея. Нейният баща първо е съгласен, но после променя мнението си. След като Албрехт и Сигизмунд представят фалшиво съгласие от Фридрих III, на 2 януари 1487 г. Кунигунда се омъжва за Албрехт IV Вителсбах в дворцовата капела на Инсбрук. Те се сдобряват с Фридрих III през 1492 г. с помощта на нейния брат. Кунигунда и Албрехт IV имат осем деца.
След смъртта на Албрехт през 1508 г. Кунигунда се оттегля в манастира Пютрих, където живее до смъртта си през 1520 г. Противно на първородството, като действащ по това време принцип на наследяване, тя успява да извоюва за двамата си най-големи синове равностойни дялове от наследството.
- Кунигунда Австрийска, худ. Антони Бойс ок.1579
- Бронзова статуя в дворцовата църква към Инсбрук

## Деца
- Сидония (1488 – 1505), умира като годеница на по-късния курфюрст Лудвиг V от Пфалц
- Сибила (1489 – 1519), ∞ 1511 курфюрст Лудвиг V от Пфалц (1478 – 1544)
- Сабина (1492 – 1564), ∞ 1511 херцог Улрих I от Вюртемберг (1487 – 1550)
- Вилхелм IV (1493 – 1550), херцог на Бавария (1508 – 1550), ∞ 1522 маркграфиня Мария фон Баден (1507 – 1580)
- Лудвиг X (1495 – 1545), херцог на Бавария-Ландсхут
- Сузана (1499 – 1500)
- Ернст (1500 – 1560), администратор в епископия Пасау и архиепископство Залцбург
- Сузана (1502 – 1543), ∞ 1. 1518 маркграф Казимир от Бранденбург-Кулмбах († 1527), ∞ 2. 1529 пфалцграф Отхайнрих от Пфалц-Нойвург († 1559)

- Портрети на децата
- Сабина Баварска
- Вилхелм IV,
херцог на Бавария
- Лудвиг X,
херцог на Бавария-Ландсхут
- Сузана Баварска